# كرزني (الجمل العربي)
كرزني هي سُلالة من الإبل المحلية موطنها المغرب، تُربى من أجل لحومها.

## الوصف
تعتبر الكرزني والمرموري أحد السلالتين الرئيسيتين للإبل في البلاد.
تربى في قطعان من قبل البدو في جنوب البلاد، وتستخدم لإنتاج اللحوم. معدل نموها أعلى من معدل نمو إبل المرموري.
تعتبر هذه السلالة صغيرة، يصل متوسط ارتفاع الذكر إلى 168 سم ويزن ما بين 400 إلى 500 كجم. عادةً ما يكون لونها بني قريب من لون خشب الساج.
يعتبر الكرزني أكثر مقاومة في البيئات الصعبة مقارنة بالسلالات الأخرى. لكن إنتاج الإبل للحليب منخفض (2.5 كجم يوميًا) وضروعها ضعيفة النمو، مما يجعلها غير مناسبة لإنتاج الحليب.